# 화원초등학교 화원북분교
화원초등학교 화원북분교는 대한민국 전라남도 해남군 화원면 매월리에 있었던 공립 초등학교이다.

## 연혁
- 1934년 4월 25일 화원공립보통학교 부설 월호간이학교 개교
- 1944년 4월 1일 화원북공립국민학교로 승격
- 1947년 4월 7일 화원북국민학교로 개칭
- 1969년 1월 1일 벽지학교로 책정
- 1980년 12월 31일 자유 학구제 확정
- 1985년 3월 5일 병설유치원 개원
- 1995년 3월 1일 화원초등학교 화원북분교장 격하
- 1996년 3월 1일 화원초등학교 화원북분교장 명칭 변경
- 2011년 3월 1일 화원초등학교로 통합